# Złamanie kości skroniowej

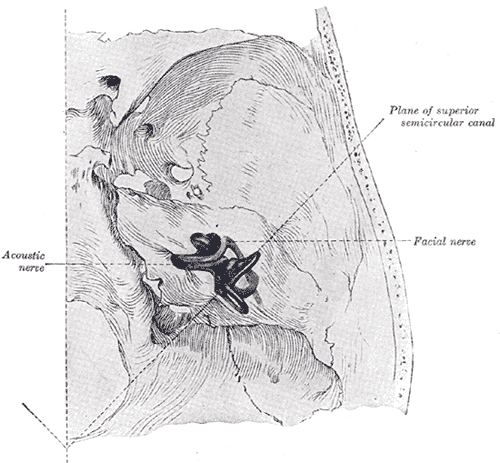
Podstawa czaszki (środkowy dół czaszki strona prawa) widok z góry. Widoczna część skalista kości skroniowej (piramida). Zaznaczone położenie błędnika błoniastego oraz nerwu twarzowego wewnątrz piramidy

Złamanie kości skroniowej (łac. fractura ossis temporalis) – złamanie, którego szczelina przechodzi przez struktury kości skroniowej stanowiącej podstawę czaszki. Ze względu na różnorodność struktur znajdujących się wewnątrz kości skroniowej (ucho, nerw twarzowy) są one zwykle bogatoobjawowe i charakteryzują się ciężkim przebiegiem.

## Przyczyny
Złamania kości skroniowej związane są z urazami głowy a ich przyczyną są najczęściej tępe urazy. Dotyczą one najczęściej mężczyzn w wieku 31-40 lat. Najczęściej dochodzi do nich podczas wypadków drogowych. Do innych przyczyn złamań kości skroniowej należą:
- upadki z wysokości
- uderzenia tępym narzędziem, pobicie
- inne wypadki komunikacyjne: (rowerowe, motocyklowe, potrącenia przez samochód)
- niekiedy kontuzje podczas uprawiania sportów

Dużo rzadziej złamania kości skroniowej występują jako skutek urazu penetrującego np. w przypadku ran postrzałowych.

## Patomechanizm
Przebieg szczeliny złamania wyznaczają najsłabsze elementy struktury kostnej. Niekiedy siła urazu powoduje, że szczelina złamania jest szeroka a odłamy kostne mogą być przemieszczone. W innych przypadkach szczelina jest dyskretna i stanowi mikroskopijne pęknięcie np. masywu kostnego błędnika. Ze względu na pneumatyczną budowę i liczne cienkie blaszki kostne, otwory i kanały wewnątrz kości skroniowej oraz różną gęstość, przebieg pęknięcia łączy ze sobą miejsca najmniej oporne, stąd szczelina złamania ma zwykle przebieg typowy. Na przebieg szczeliny złamania kości skroniowej ma także wpływ siła urazu oraz kierunek przyłożonej siły.

## Podział
Złamania kości skroniowej podzielone są w zależności przebiegu szczeliny złamania w stosunku do osi długiej piramidy kości skroniowej. Obecny podział według Mc Hugh wyróżnia trzy typy złamań:
- złamanie podłużne - najczęstsze. Stanowią 70-90% wszystkich złamań kości skroniowej[4]
- złamanie poprzeczne - stanowią 10-30% wszystkich złamań kości skroniowej[5]
- złamanie mieszane - stanowią 10% wszystkich złamań kości skroniowej. Szczelina złamania jest nieregularna. W tym typie złamania mogą występować liczne pęknięcia kości skroniowej (liczne szczeliny złamania).

## Historia
Pierwszy podział złamań kości skroniowej został wprowadzony w 1926 roku przez Ulricha, który wyróżnił złamania podłużne i poprzeczne. Brunner w 1934 roku podzielił złamania kości skroniowej na podłużne, poprzeczne i złamania szczytu piramidy. W 1936 roku Voss zaproponował podział złamań na kilka typów: złamania podłużne z uszkodzeniem ucha środkowego, złamania poprzeczne z uszkodzeniem ucha wewnętrznego, skojarzone złamania skośne i podłużne, skojarzone złamania skośne i poprzeczne oraz skojarzone złamania podłużne i poprzeczne.

## Charakterystyka złamań kości skroniowej

### Złamania podłużne kości skroniowej
Powstają w wyniku urazu, którego siła skierowana jest na boczną powierzchnię czaszki - okolica skroniowo-ciemieniowa. Szczelina złamania przebiega przez długą oś piramidy. Rozpoczyna się ona w tylnej części łuski kości skroniowej lub na wyrostku sutkowatym i biegnie przez tylno-górną ścianę części kostnej przewodu słuchowego zewnętrznego kierując się dalej w kierunku przednio-przyśrodkowym przez strop jamy bębenkowej oraz sutkowej i omijając masyw kostny błędnika dochodzi do tylnej ściany piramidy. Szczelina złamania podłużnego może przebiegać przez kostny kanał trąbki Eustachiusza, może ona powodować uszkodzenie zatoki esowatej, powodować rozwarstwienie, zwężenie lub tętniak rzekomy t. szyjnej wewnętrznej, jeżeli obejmuje kanał tętnicy szyjnej (łac. canalis caroticus). Ze względu na lokalizacje wyróżnia się niekiedy wśród złamań podłużnych złamania przednie, gdzie szczelina złamania biegnie nad kolankiem nerwu twarzowego i dalej może obejmować panewkę stawu skroniowo-żuchwowego. Złamania tylne przebiegają przez wyrostek sutkowaty, niszczą kosteczki słuchowe i dochodzą do otworu poszarpanego. Czasami szczelina złamania może przechodzić na drugą stronę podstawy czaszki, dając podłużne obustronne złamanie. W złamaniach podłużnych dominują objawy związane z uszkodzeniem struktur ucha środkowego: rozdarcie błony bębenkowej oraz rozerwanie łańcucha kosteczek słuchowych, przemieszczenie a nawet złamanie kosteczek słuchowych. Niekiedy pęknięciu kości skroniowej może towarzyszyć rozerwanie opony twardej środkowego dołu czaszki. Do najczęstszych objawów złamania podłużnego kości skroniowej należą:
- krwawienie z ucha (przewodu słuchowego zewnętrznego) - związane jest ono ze złamaniem ściany kostnej przewodu i rozerwaniem jego skóry, a także z rozdarciem błony bębenkowej
- niedosłuch typu przewodzeniowego - związany z uszkodzeniem struktur ucha środkowego. Ze względu na ciężki stan chorego (zwykle chory nieprzytomny) może być stwierdzony po odzyskaniu świadomości przez chorego
- porażenie lub częściej niedowład nerwu twarzowego - występuje u około 10-20% chorych[10]
- płynotok uszny - stwierdzany podczas towarzyszącego rozerwania opony twardej środkowego dołu czaszki w około 30% przypadków

### Złamania poprzeczne kości skroniowej
Powstają w wyniku urazu, którego siła skierowana jest z przodu (okolica czołowa) lub z tyłu (okolica potyliczna). Mają one cięższy przebieg niż złamania podłużne i towarzyszy im utrata świadomości. Szczelina złamania bierze swój początek w otworze wielkim lub w okolicy otworu szyjnego. Są one podzielone na złamania poprzeczne zewnętrzne, gdzie szczelina biegnie dalej przez ucho wewnętrzne pomiędzy ślimakiem i kanałami półkolistymi, wzdłuż kanału nerwu twarzowego i łamiąc przyśrodkową ścianę jamy bębenkowej przechodzi przez wzgórek (łac. promontorium), kończąc się w okolicy niszy okienka okrągłego i owalnego. Złamania poprzeczne wewnętrzne, których szczelina biegnie równolegle i bardziej przyśrodkowo od szczeliny złamania zewnętrznego, łamie poprzecznie przewód słuchowy wewnętrzny, biegnie dalej przez ślimak i kończy się ku przodowi na przednim brzegu piramidy kości skroniowej. W tym typie złamania poprzecznego nienaruszone pozostają struktury ucha środkowego i zewnętrznego. W złamaniach poprzecznych kości skroniowej błędnik błoniasty ulega uszkodzeniu lub nawet zniszczeniu na skutek krwotoku do wnętrza delikatnych struktur błędnika lub z powodu rozerwania. Objawy złamań poprzecznych są następujące:
- niedosłuch typu odbiorczego - związany z uszkodzeniem struktur ślimaka; w przypadku uszkodzenia nerwu przedsionkowo-ślimakowego po odzyskaniu przytomności występuje głuchota w uchu po stronie uszkodzenia
- porażenie nerwu twarzowego - występuje mniej więcej w połowie przypadków złamań poprzecznych[11] i jest zwykle nieodwracane, gdyż uszkodzony zostaje pień nerwu
- krwiak jamy bębenkowej (łac. haemotympanum) - związany jest z wynaczynieniem krwi z naczyń błony śluzowej jamy bębenkowej do jej wnętrza, gdy błona bębenkowa pozostaje nieuszkodzona
- wypadnięcie czynności obwodowego narządu równowagi - wolny ruch gałek ocznych w stronę chorą, gdyż z powodu utraty świadomości nie występuje oczopląs i brak jest fazy szybkiej. Oczopląs samoistny pojawia się po odzyskaniu przez chorego przytomności i jest skierowany w stronę przeciwną do uszkodzenia (w stronę ucha zdrowego). Towarzyszyć mu także mogą silne zawroty głowy i nudności lub wymioty.

### Złamania mieszane
Występują na skutek urazu tępego, jak i penetrującego. Przebieg szczeliny złamania jest nieregularny i może występować kilka szczelin. Objawy kliniczne mogą dotyczyć zarówno uszkodzenia struktur ucha środkowego jak i wewnętrznego i w zależności od przebiegu złamania są kombinacją obu złamań powyższych. 

## Badanie otolaryngologiczne w złamaniach kości skroniowej
W przypadku złamań podłużnych, jak wspomniano powyżej, obserwuje się krwawienie z ucha. Podczas rozerwania opony twardej krwisty wyciek może być podbarwiony wyciekającym z ucha płynem mózgowo-rdzeniowym. Niekiedy w przypadku złamań poprzecznych krwawienie z ucha w ogóle nie występuje, a w badaniu otoskopowym stwierdza się jedynie krwiak w jamie bębenkowej. Czasami może występować tylko wyciek płynu mózgowo-rdzeniowego z ucha z małą domieszką krwi. Po delikatnym odessaniu krwi ssakiem usznym w przypadku złamań podłużnych na ścianie górnej (górno-tylnej) przewodu słuchowego zewnętrznego, można zobaczyć uskok kostny i ranę skóry w przewodzie. Ponadto widoczne być może rozerwanie błony bębenkowej. Niekiedy w okolicy zausznej widoczne jest zasinienie na wysokości wyrostka sutkowatego.

## Diagnostyka złamań kości skroniowej
Zwykle obejmuje wykonanie badania TK z opcją wysokiej rozdzielczości (HR CT - high resolution computed tomography). Pozwala ona na uwidocznienie szczeliny złamania i możliwość prześledzenia jej przebiegu (ucho środkowe i wewnętrzne). W obrazie TK w jamie bębenkowej oraz w wyrostku sutkowatym może być widoczny krwiak. Nie należy zapominać, że złamaniu kości skroniowej mogą towarzyszyć także obrażenia mózgowia. W takim przypadku bardziej szczegółowym badaniem jest rezonans magnetyczny (MRI)
. Z powodu ciężkiego stanu chorego dalsza szczegółowa diagnostyka w pierwszych godzinach urazu staje się niemożliwa. Po opanowaniu stanu zagrożenia życia i odzyskaniu przez chorego przytomności dalsza diagnostyka laryngologiczna obejmuje:
- wywiad obecność niedosłuchu lub głuchoty, zawrotów głowy, nudności, wymiotów oraz szumów usznych
- badanie słuchu: próby stroikowe przy łóżku chorego oraz badania audiometryczne audiometria tonalna, OAE, badanie potencjałów słuchowych wywołanych z pnia mózgu (ABR)
- badanie obwodowego narządu równowagi: badanie obecności oczopląsu
- badanie czynności nerwu twarzowego

## Postępowanie
Chory z powodu ciężkiego stanu ogólnego i nierzadko towarzyszących innych obrażeń jest hospitalizowany na oddziale OIOM. Rola otolaryngologa sprowadza się do opanowania krwawienia z ucha (założenie jałowego setonu usznego), oraz codziennych opatrunków usznych. Ważna jest codzienna wymiana opatrunków i obserwacja wycieków z ucha i stwierdzenia pojawienia się lub w dniach późniejszych ustępowania płynotoku usznego. W przypadku niedowładu nerwu twarzowego wykonuje się na oddziale laryngologicznym operację odbarczenia nerwu twarzowego, która polega na uwolnieniu pnia nerwu od uciskającego odłamu kostnego. W przypadku rozerwania błony bębenkowej wykonuje się operację plastyczną błony bębenkowej z jej odtworzeniem (myringoplastyka).
W ostrym stanie chory wymaga podawania antybiotyków drogą dożylną aby zapobiec rozprzestrzenieniu się ewentualnego zakażenia do wnętrza jamy czaszki oraz leków przeciwobrzękowych (mannitol). Nieodzowna jest także konsultacja neurologiczna, neurochirurgiczna oraz okulistyczna, celem wykluczenia ewentualnych powikłań wewnątrzczaszkowych.

## Powikłania złamania kości skroniowej
Ze względu na ciężki przebieg schorzenia, bliskość struktur wewnątrz jamy czaszki oraz sam przebieg szczeliny pęknięcia złamaniu kości skroniowej mogą towarzyszyć różne powikłania. Do powikłań wczesnych, które zwykle związane są z uszkodzeniem narządu sluchu i równowagi należą:
- płynotok uszny
- niedowład lub porażenie nerwu twarzowego
- wstrząśnienie błędnika
- upośledzenie słuchu pod postacią niedosłuchu lub głuchoty
- przetoka perylimfatyczna
- uszkodzenie błony bębenkowej

Powikłania późne złamania kości skroniowej obejmują:
- przewlekłe perlakowe zapalenie ucha środkowego
- usznopochodne zapalenie opon mózgowo-rdzeniowych

## Piśmiennictwo
- Grzegorz Janczewski: Otorynolaryngologia praktyczna : podręcznik dla studentów i lekarzy. T. 1. Gdańsk: Wydawnictwo Medyczne Via Medica, 2005. ISBN 83-89861-31-3. Brak numerów stron w książce
- Aleksander Zakrzewski, Zbigniew Bochenek: Otolaryngologia kliniczna. Warszawa: Państ. Zakład Wydawnictw Lekarskich, 1981. ISBN 83-200-0326-1. Brak numerów stron w książce

Przeczytaj ostrzeżenie dotyczące informacji medycznych i pokrewnych zamieszczonych w Wikipedii.